# Arnold Mühren (voetballer)
Arnoldus Johannes Hyacinthus Mühren (Volendam, 2 juni 1951) is een Nederlands voormalig profvoetballer. In zijn loopbaan bouwde hij een erelijst op die uniek is in het internationale voetbal. Mühren won alles wat er op Europees clubniveau te winnen viel. Met Ajax won hij eenmaal de Europacup I, eenmaal de Europacup II en eenmaal de Europese Supercup. Met diezelfde club won hij in 1972 ook de wereldbeker voor clubteams. Met Ipswich Town won hij in 1981 de UEFA Cup. Hiermee is Mühren een van de zes voetballers die alle Europese clubprijzen plus de wereldbeker wist te winnen. De andere vijf spelers zijn de Nederlander Danny Blind en de Italianen Gaetano Scirea, Antonio Cabrini, Sergio Brio en Stefano Tacconi. In 1988 werd hij Europees kampioen met het Nederlands voetbalelftal. In 1989 nam Mühren als speler van Ajax op 38-jarige leeftijd afscheid van het betaalde voetbal. Hij speelde op 21 mei van dat jaar zijn laatste competitiewedstrijd in De Meer tegen Willem II, die met 1–0 werd gewonnen.

## Clubcarrière
Arnold Mühren is een broer van de voetballer Gerrie en de gitarist Jan (Next One en solo). Hij is een neef van Arnold Mühren van The Cats.
Mühren was een middenvelder met een goede pass in de benen. Hij startte zijn carrière bij RKSV Volendam en werd – in navolging van zijn broer Gerrie – in 1971 door Ajax gekocht. 
In drie seizoenen Ajax won hij twee landskampioenschappen, de KNVB Beker, de Europacup I (waarin Mühren in totaal 198 minuten speelde tegen eenmaal Bayern München en tweemaal Real Madrid), de Europese Supercup en de wereldbeker voor clubteams. Mühren werd echter nooit een basisspeler en in 1974 werd hij geruild met FC Twente-speler René Notten.
In Enschede werd Mühren wel een vaste waarde. Hij bereikte met Twente de finale van de UEFA Cup in 1975, die uiteindelijk in de thuiswedstrijd werd verloren met 1–5 tegen Borussia Mönchengladbach. In 1977 werd de KNVB Beker gewonnen en werd hij opgeroepen voor het Nederlands elftal.
Hij verdiende in 1978 een transfer naar Engeland, waar hij voor Ipswich Town ging spelen. Hij won met Ipswich Town de UEFA Cup in 1981 door winst op AZ Alkmaar.
In 1982 werd Mühren verkocht aan Manchester United, waarmee hij in 1983 zowel de FA Charity Shield als de FA Cup won. In 1985 werd de FA Cup opnieuw gewonnen. Hij was de eerste Nederlander ooit die scoorde in de finale van de strijd om de FA Cup; de Volendammer benutte in 1983 in het duel tegen Brighton (4–0) een strafschop.
In 1985 werd Mühren door Johan Cruijff teruggehaald naar Ajax om voor wat routine te zorgen in het jeugdige Ajax-team, dat Stanley Menzo, Fred Grim, Sonny Silooy, Ronald Koeman, Gerald Vanenburg, Frank Rijkaard, Aron Winter, John van 't Schip, Marco van Basten, Rob de Wit, Rob Witschge en John Bosman in de gelederen had. Tijdens deze periode won hij tweemaal de KNVB Beker in 1986 en 1987 én won hij in het laatstgenoemde jaar ook de Europacup II. Hij speelde in 1989 vlak voor zijn achtendertigste verjaardag nog een wedstrijd en bleef hierdoor tot 13 februari 2021 de oudste Ajacied die ooit voor Ajax in de Eredivisie had gespeeld.

## Interlandloopbaan
Mühren speelde drieëntwintig interlands, waarin hij drie keer scoorde. Hij maakte als speler van FC Twente '65 op 5 april 1978 zijn debuut in een uitwedstrijd tegen Tunesië, die met 0–4 werd gewonnen. In 1988 werd hij, 37 inmiddels, op 25 juni van dat jaar Europees kampioen met het Nederlands voetbalelftal. In de finale tegen de Sovjet-Unie maakte hij misschien wel de belangrijkste actie uit zijn loopbaan: de lange voorzet waaruit Marco van Basten de 2–0 scoorde. De gewonnen finale was ook zijn laatste interland voor Oranje.

## Erelijst
Ajax
- Wereldbeker voor clubteams: 1972
- Europacup I: 1972/73
- Europacup II: 1986/87
- Europese Supercup: 1973
- Eredivisie: 1971/72, 1972/73
- KNVB Beker: 1971/72, 1985/86, 1986/87

 FC Twente '65
- KNVB Beker: 1976/77

 Ipswich Town
- UEFA Cup: 1980/81

 Manchester United
- FA Cup: 1982/83, 1984/85
- FA Charity Shield: 1983

 Nederland
- UEFA EK: 1988

Individueel
- Ipswich Town Player of the Year: 1978/79
- Ipswich Town Hall of Fame: toegevoegd in 2009

## Trivia
- Is na zijn actieve voetbalcarrière van 1989 t/m 2000 jeugdtrainer geweest bij Ajax.
- Is zich gaan specialiseren op het geven van lezingen/bedrijfspresentaties en voetbalclinics
- Ereburger gemeente Edam-Volendam

1 Van Breukelen ·
2 Van Tiggelen ·
3 Troost ·
4 R. Koeman ·
5 Winter ·
6 Van Aerle ·
7 Vanenburg ·
8 Mühren ·
9 Bosman ·
10 Gullit  ·
11 Van 't Schip ·
12 Van Basten ·
13 E. Koeman ·
14 Kieft ·
15 Koevermans ·
16 Hiele ·
17 Rijkaard ·
18 Suvrijn ·
19 Krüzen ·
20 Wouters ·
Coach: Michels